# (35285) 1996 TR5
1996 تي أر 5 (ويعرف أيضًا باسم (35285) 1996 تي أر 5 وفق تسمية الكوكب الصغير) (بالإنجليزية: 1996 TR5)‏ هو كويكب ضمن حزام الكويكبات؛ وترتيبه 35285 من حيث الاكتشاف.
اكتُشف هذا الجُرم الفلكي بواسطة Carl W. Hergenrother ‏ في 6 أكتوبر 1996.

## وصلات خارجية
- (35285) 1996 TR5 في قاعدة بيانات مختبر الدفع النفاث لأجرام النظام الشمسي الصغيرة

- الاكتشاف · مخطط المدار ·  العناصر المدارية · المعلمات المادية

- (35285) 1996 TR5 على موقع ويكي سكاي: DSS2, SDSS, GALEX, IRAS, Hydrogen α, X-Ray, Astrophoto, Sky Map, Articles and images